# Ali Traoré
Ali Traoré (Abidjan, 28 febbraio 1985) è un ex cestista ivoriano naturalizzato francese.

## Carriera

### Club
Inizia la sua carriera da cestista professionista all'età di 16 anni nel 2001 in Francia, dove resta sino al 2010 (tranne che per la stagione 2003-04 che gioca negli USA con il College of Southern Idaho), con l'ASVEL Villeurbanne dove rimane sino al 2003. Nella stagione 2004-05 gioca con il Quimper nel secondo campionato nazionale Pro B, nel 2005-2006 col Roanne e dal 2006 al 2008 con il Le Havre. L'ultimo periodo di permanenza in Francia, dall'estate del 2008 sino a quella del 2010, lo disputa nuovamente con l'ASVEL Villeurbanne, squadra con la quale era stato in precedenza 4 anni consecutivi (dal 2000 al 2004). Nell'estate del 2010 si trasferisce nel campionato italiano dove va a giocare con la Virtus Roma, con cui arriva sino alla Top 16 di Eurolega.
Nell'agosto 2011 si trasferisce in Russia firmando un contratto biennale col Lokomotiv Kuban; si svincola dalla società nel dicembre 2012.

### Nazionale
Dal 2009 gioca con la Nazionale francese, con cui ha esordito il 29 luglio 2009 contro la Repubblica Ceca, assieme alla quale ha partecipato ai Campionati Europei in Polonia nel 2009 (5º posto finale) ed a quelli Mondiali in Turchia nel 2010 (13º posto finale). Il 17 giugno 2011 viene selezionato dalla Nazionale transalpina per partecipare ai campionati europei in programma in Lituania.

## Palmarès

### Squadra
- Campionato francese: 2

ASVEL: 2001-02, 2008-09
- Coppa di Germania: 1

Alba Berlino: 2013
- Coppa di Francia: 1

Strasburgo: 2014-15
- Semaine des As - Leaders Cup: 4

ASVEL: 2010
Strasburgo: 2015, 2019
Monaco: 2018
- Match des Champions: 1

ASVEL: 2009

### Individuale
- LNB Pro A MVP francese: 1

ASVEL: 2009-10
- All-Star LNB: 2

Le Havre: 2006
ASVEL: 2009